# Pokémon: Black & White (anime)
Pokémon: Black & White is het veertiende seizoen van de animatieserie Pokémon. Dit seizoen wordt opgevolgd door Pokémon: Black & White - Rivaliserende Lotsbestemmingen en voorafgegaan door Pokémon: Diamond and Pearl - Sinnoh League Victors. De Amerikaanse productie lag in handen van The Pokémon Company.

## Uitzending
Dit seizoen werd oorspronkelijk uitgezonden in weekendse uitzending (zaterdag en zondag) in het jaar 2011 op kinderzender Disney XD, gevolgd door enkele herhalingen op dezelfde zender.
Dit seizoen is beschikbaar op Netflix.

## Verhaallijn
Na een trip met moeder Delia en Professor Oak ontmoet Ash Iris en Cilan. Tezamen verkennen zij de Unova-regio.

## Rolverdeling
| Hoofdrollen                        | Hoofdrollen        | Hoofdrollen        | Hoofdrollen        |
| Personage                          | Nederlandse versie | Amerikaanse versie | Japanse versie     |
| ---------------------------------- | ------------------ | ------------------ | ------------------ |
| Verteller                          | Jeroen Keers       | Rodger Parsons     | Unshō Ishizuka     |
|                                    |                    |                    |                    |
| Ash Ketchum                        | Christa Lips       | Sarah Natochenny   | Rica Matsumoto     |
| Iris                               | José Kroon         | Eileen Stevens     | Aoi Yuki           |
| Cilan                              | Jurjen van Loon    | Jason Griffith     | Mamoru Miyano      |
|                                    |                    |                    |                    |
| Pikachu                            | Ikue Ōtani         | Ikue Ōtani         | Ikue Ōtani         |
| Jessie                             | Hilde de Mildt     | Michelle Knotz     | Megumi Hayashibara |
| James                              | Paul Disbergen     | Jimmy Zoppi        | Miki Shinichirou   |
| Meowth                             | Bas Keijzer        | Jimmy Zoppi        | Inuko Inuyama      |
|                                    |                    |                    |                    |
| Zuster Joy                         | Lizemijn Libgott   | Michelle Knotz     | Ayako Shiraishi    |
| Agent Jenny                        | Edna Kalb          | Emily Williams     | Chiaki Takahashi   |
| Delia Ketchum                      | Beatrijs Sluijter  | Michelle Knotz     | Masami Toyoshima   |
| Professor Oak                      | Florus van Rooijen | Jimmy Zoppi        | Unshô Ishizuka     |
| Stadionomroeper                    | Huub Dikstaal      | ???                | ???                |
| Dexter (PokéDex) -> mannelijke dex | Just Meijer        | Marc Thompson      | Unshō Ishizuka     |
| Tracey                             | Rolf Koster        | Craig Blair        | Tomokazu Seki      |
|                                    |                    |                    |                    |
| overige                            | ???                |                    |                    |

## Muziek

### Leader
De Nederlandstalige leader Niet Altijd Wit Of Zwart (Zoek Het Antwoord Maar In Je Hart) is ingezongen door Anneke Beukman en Franky Rampen en gebaseerd op het Amerikaanse origineel Black and White. Het liedje werd gecomponeerd door John Loeffler en David Wolfert en duurt dertig seconden in totaal.

### Cd
De leader Niet Altijd Wit Of Zwart (Zoek Het Antwoord Maar In Je Hart) is tot op heden niet uitgebracht op cd.

## Dvd-uitgave
Het veertiende seizoen is tot op heden niet op dvd verschenen in Nederland.

## Afleveringen
| Seizoen 14 Pokémon: Black & White | Seizoen 14 Pokémon: Black & White       | Seizoen 14 Pokémon: Black & White | Seizoen 14 Pokémon: Black & White        |
| Nr.                               | Afleveringtitel                         | Nr.                               | Afleveringtitel                          |
| --------------------------------- | --------------------------------------- | --------------------------------- | ---------------------------------------- |
| 01                                | In de schaduw van Zekrom                | 25                                | Emolga en de nieuwe voltwissel           |
| 02                                | Hier zijn Iris en Axew                  | 26                                | Paniek in het Litwick-landhuis           |
| 03                                | Sandile blaast stoom af                 | 27                                | De weg van de drakenmeester              |
| 04                                | De vechtklub en Tepig's keuze           | 28                                | De verdwenen snijschelp van Oshawott     |
| 05                                | Een dreiging van driedubbele Leiders    | 29                                | Cottonee vol liefde                      |
| 06                                | Een tuin vol dromen                     | 30                                | Een UFO voor Elgyem                      |
| 07                                | Snivy laat zich moeilijk vangen         | 31                                | Het derde gevecht van Ash en Trip        |
| 08                                | Darmanitan redt de klok; wie redt hem?  | 32                                | Met open ogen het gevaar tegemoet...*    |
| 09                                | Laat Axew opbloeien                     | 33                                | Iris en Excadrill tegen de drakenkraker  |
| 10                                | Wie wordt de vechtklubkampioen?         | 34                                | Die Roggenrola moet ik vangen            |
| 11                                | Een huis voor Dwebble                   | 35                                | Waar ben je gebleven, Audino?            |
| 12                                | Hier is de Trubbishpatrouille           | 36                                | Archeops in de moderne wereld            |
| 13                                | Minccino; schoon en netjes              | 37                                | Een sportvisdeskundige in een wédstrijd* |
| 14                                | 'n Nacht in het museum van Nacrene City | 38                                | Filmtijd! Zorua in "De Legende..."*      |
| 15                                | Het gevecht volgens Lenora              | 39                                | Een weerzien in gevecht, in Nimbasa      |
| 16                                | Rematch in de Nacrene Gym               | 40                                | Cilan tegen Trip, Ash tegen Georgia      |
| 17                                | Scraggy is een wilde                    | 41                                | Hartstochtelijk klubgevecht*             |
| 18                                | Sewaddle en Burgh in Pinwheel Forest    | 42                                | Klubgevechtfinale; wie wordt de held?    |
| 19                                | De wraak van de deskundige              | 43                                | Meowth's slimme strategie met Scrafty    |
| 20                                | Dansen met het Ducklett-trio            | 44                                | Purrloin, schattig of stiekem?           |
| 21                                | De verloren wereld van Gothitelle       | 45                                | Beeheeyem, Duosion en de droomdief       |
| 22                                | Een stormloop van Venipede              | 46                                | De Beartic-bergvete                      |
| 23                                | Vechten uit liefde voor insektsoorten   | 47                                | Crisis vanuit de ondergrondse            |
| 24                                | Emolga de onweerstaanbare               | 48                                | De strijd om de metro                    |
| F14/1                             | Black: Victini en Reshiram              | F14/2                             | White: Victini en Zekrom                 |

volledige titels:

- Aflevering 32: Met open ogen het gevaar tegemoet gaan
- Aflevering 37: Een sportvisdeskundige in een wedstrijd die niet in de haak is
- Aflevering 38: Filmtijd! Zorua in "De Legende van de Pokémonridder"
- Aflevering 41: Een hartstochtelijk klubgevecht; Emolga tegen Sawk

- s = speciale aflevering, f = film

## Trivia
- Het veertiende seizoen is het eerste en enige seizoen waarbij de menselijke personages niet te zien zijn in het leaderfilmpje. Wel is mascotte Pikachu prominent aanwezig. Ook de animatiestijl verschilt in vergelijking met andere seizoenen.